# Seegebiet Mansfelder Land
Seegebiet Mansfelder Land település Németországban, azon belül Szász-Anhalt tartományban. A települést 2010. január 1-jén hozták létre Amsdorf, Aseleben, Erdeborn, Hornburg, Lüttchendorf, Neehausen, Röblingen am See, Seeburg, Stedten és Wansleben am See települések összevonásával. Lakosainak száma 8763 fő (2023. december 31.). Seegebiet Mansfelder Land Obhausen és Gerbstedt községekkel határos.

## A község részei
| Helység          | Fő   | Helység részei                                  |  |
| ---------------- | ---- | ----------------------------------------------- |  |
| Amsdorf          | 0491 | Amsdorf                                         |  |
| Aseleben         | 0521 | Aseleben                                        |  |
| Erdeborn         | 1029 | Erdeborn                                        |  |
| Dederstedt       | 0425 | Dederstedt                                      |  |
| Hornburg         | 0341 | Hornburg, Äbtischrode und Holzzelle             |  |
| Lüttchendorf     | 0622 | Lüttchendorf und Wormsleben                     |  |
| Neehausen        | 0261 | Elbitz, Neehausen und Volkmaritz                |  |
| Röblingen am See | 3002 | Neue Siedlung, Oberröblingen und Unterröblingen |  |
| Seeburg          | 0576 | Seeburg und Rollsdorf                           |  |
| Stedten          | 1005 | Stedten                                         |  |
| Wansleben am See | 1741 | Wansleben                                       |  |

A népesség 2008. december 31-re vonatkozik.

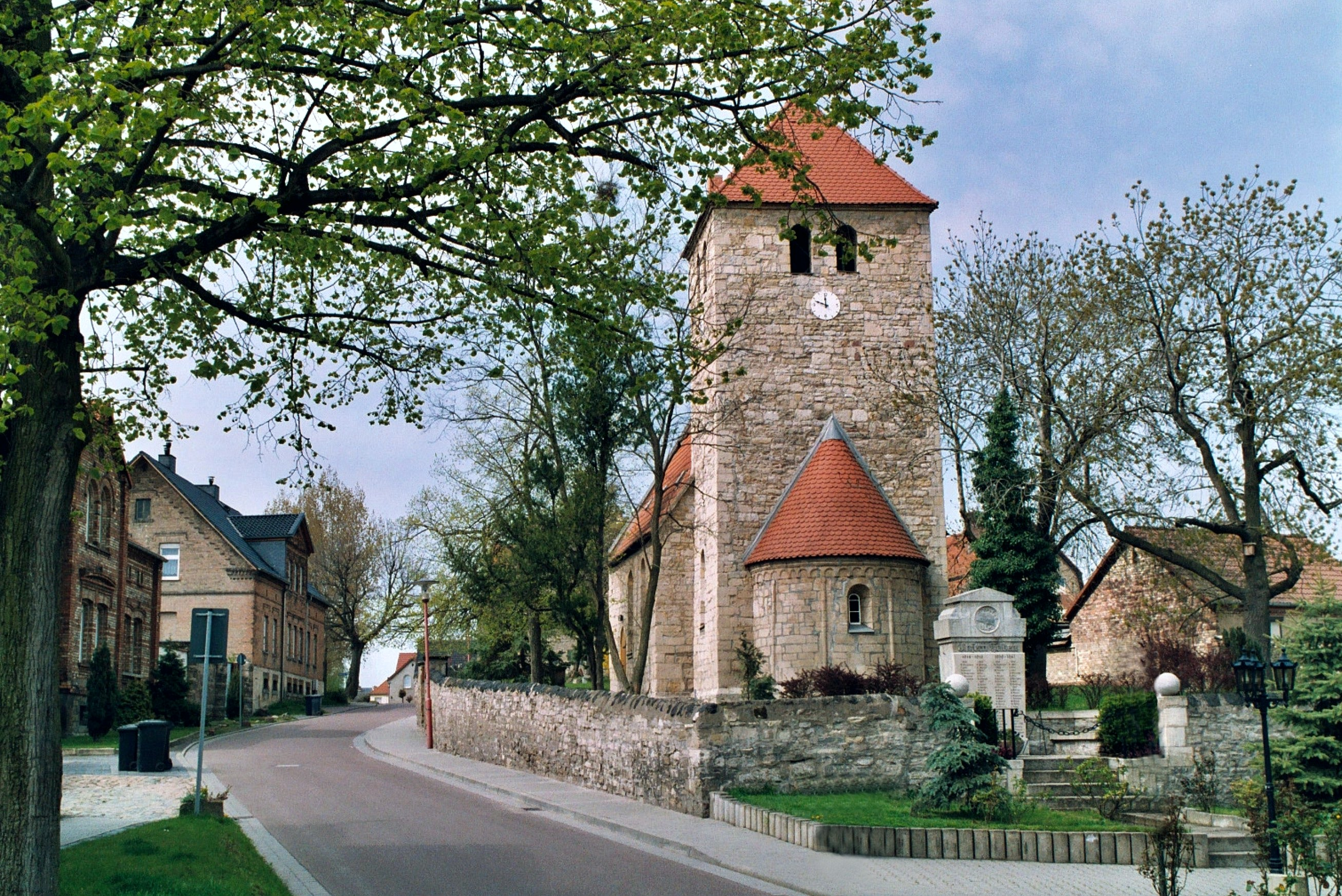
Amsdorf
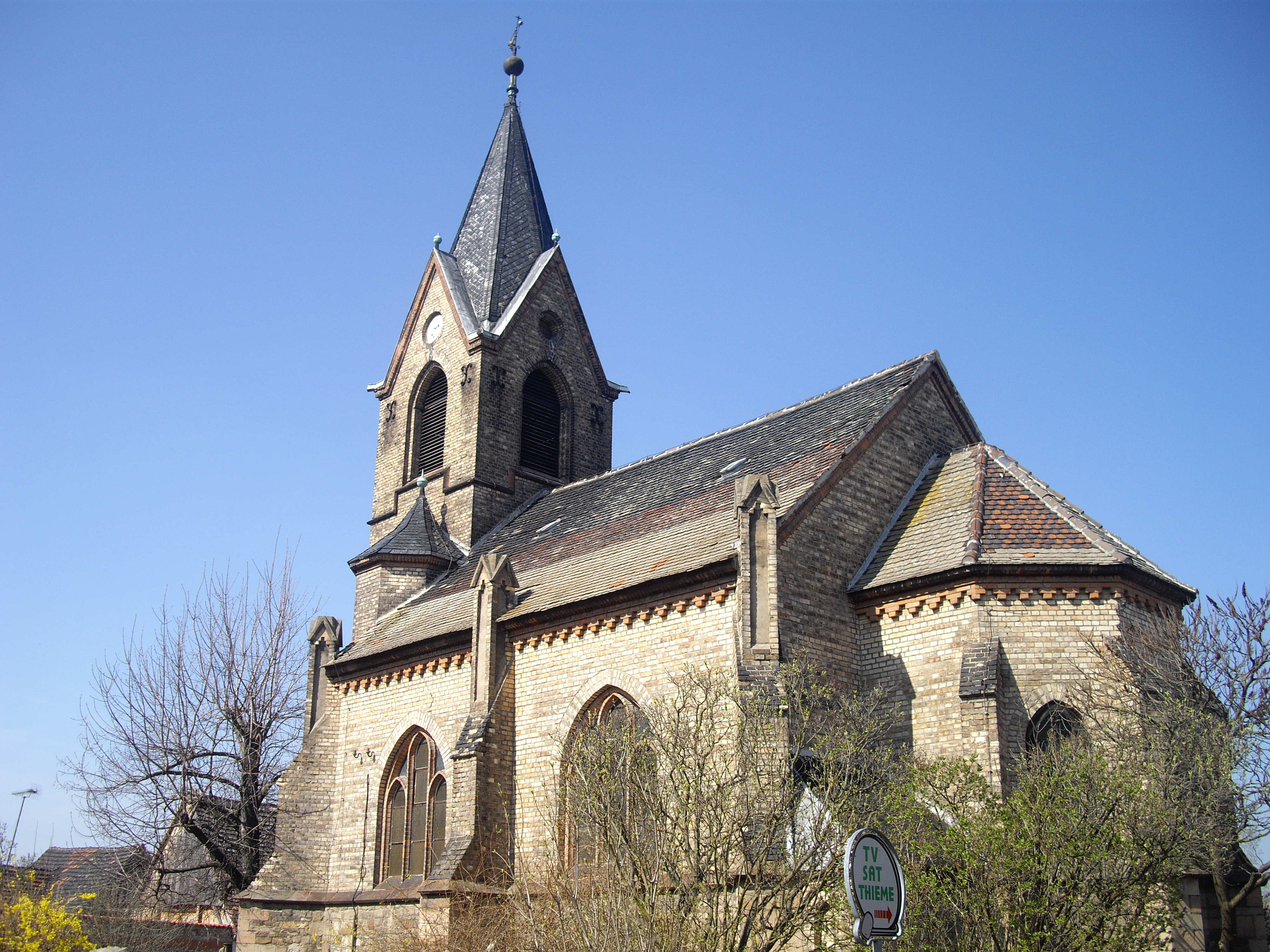
Aseleben
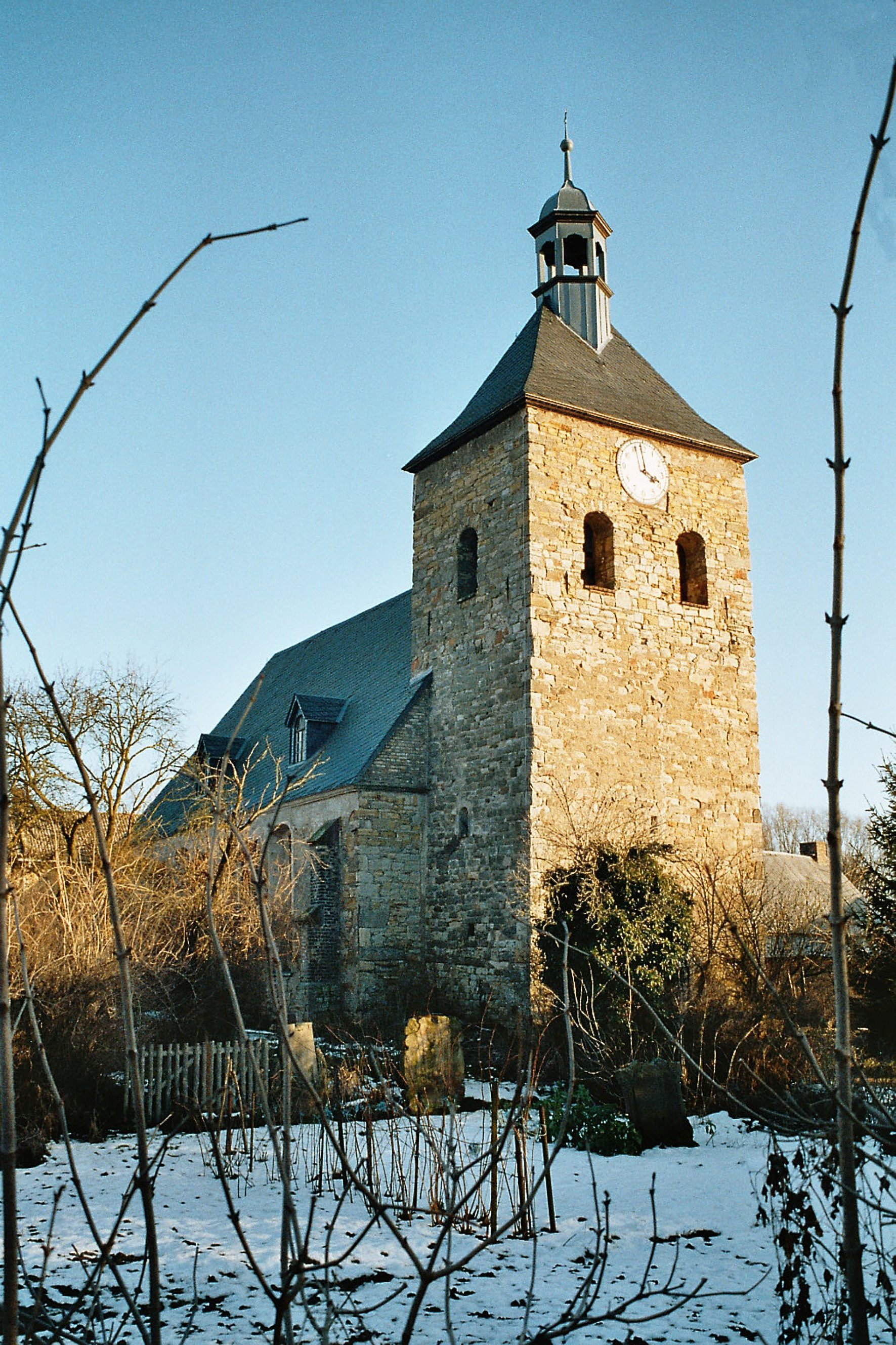
Dederstedt
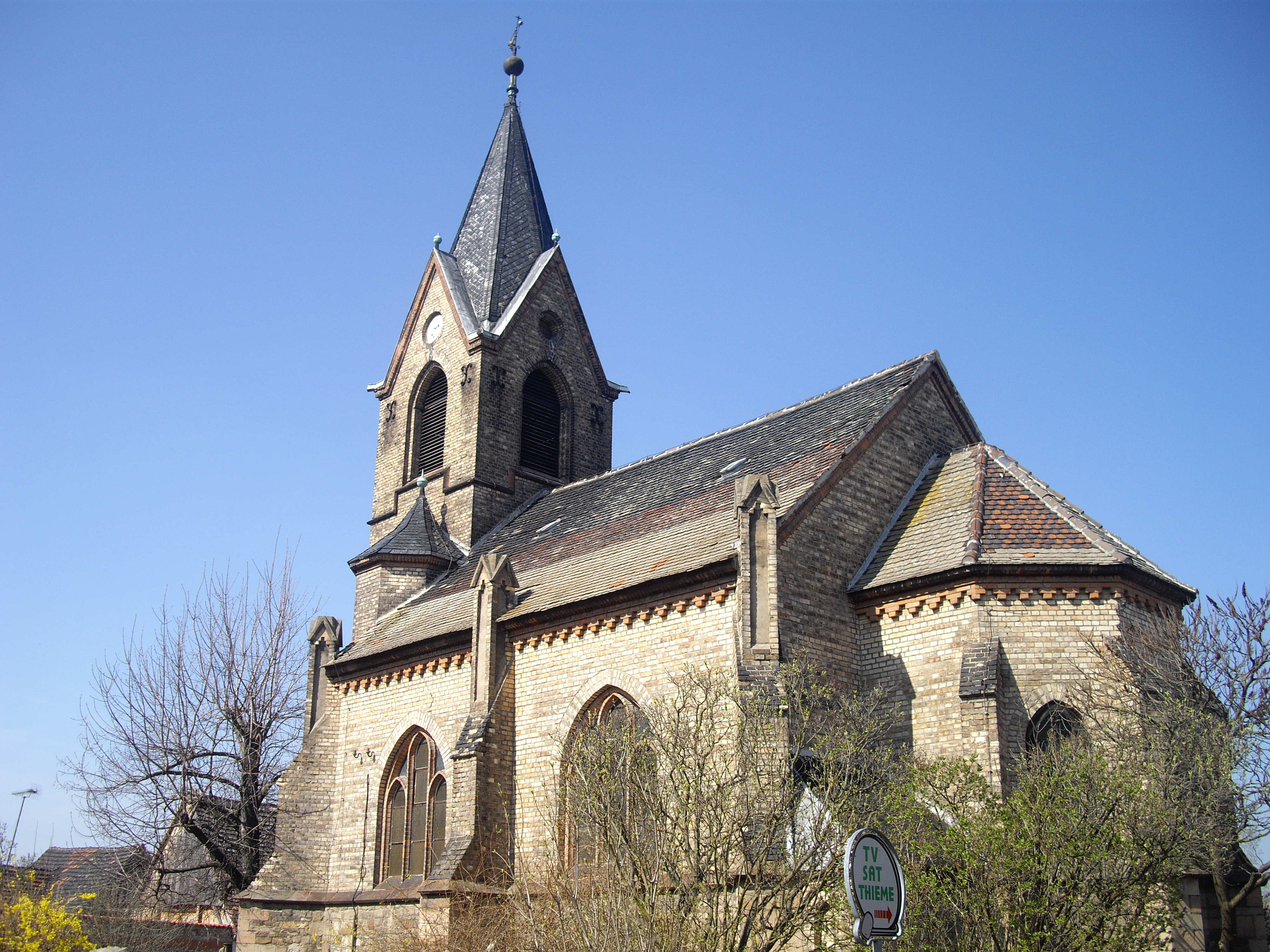
Erdeborn
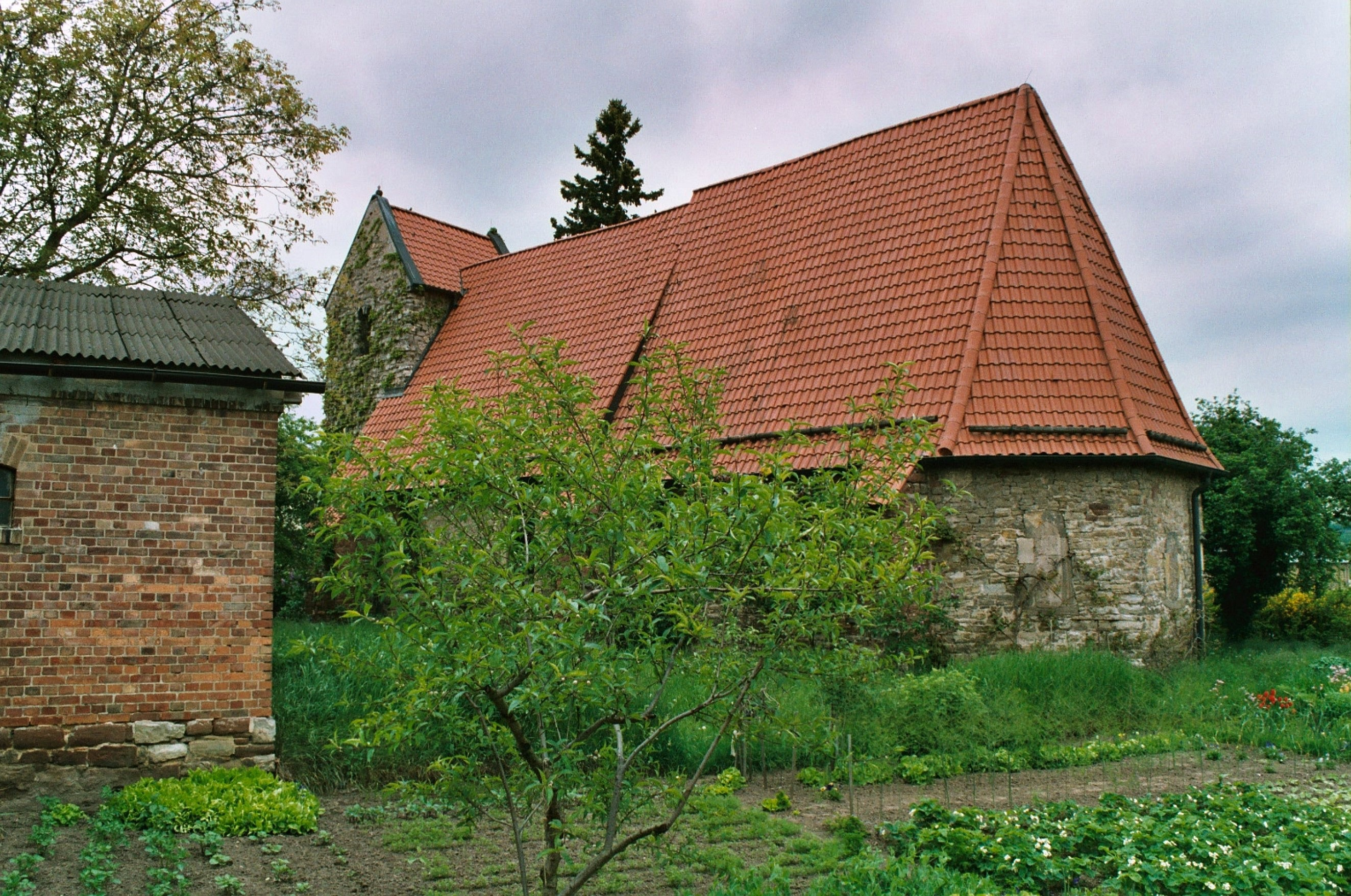
Lüttchendorf
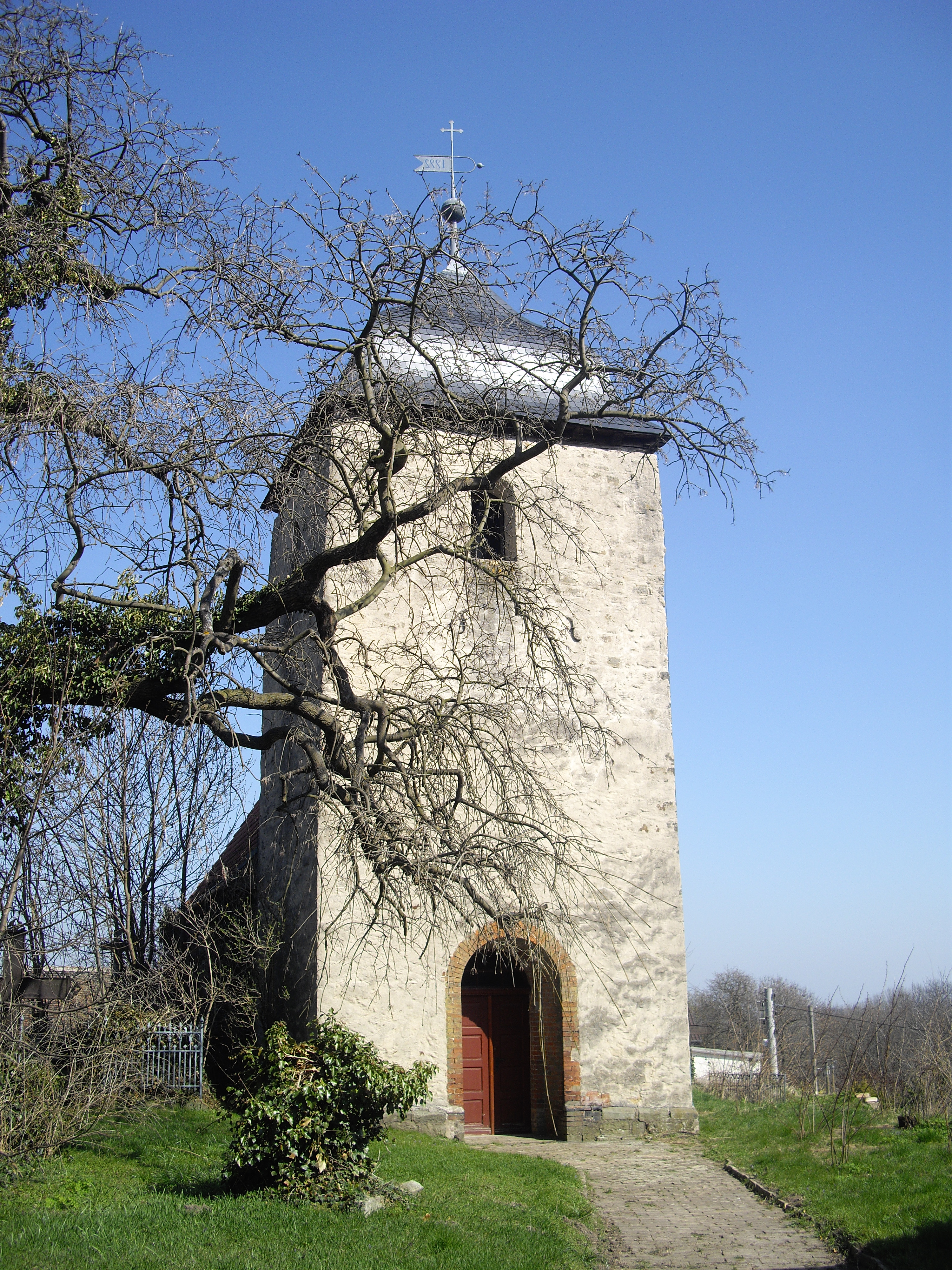
Neehausen
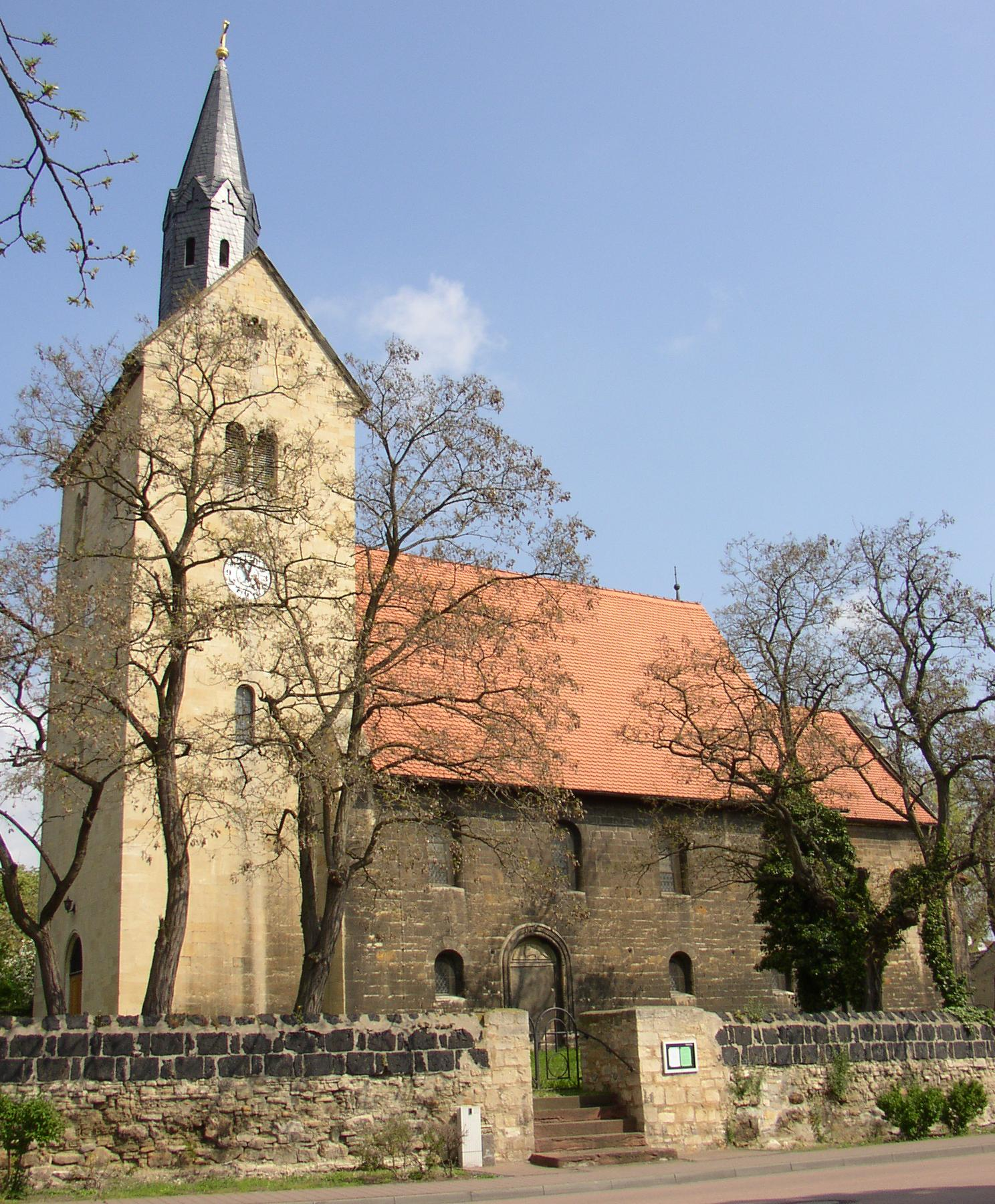
Röblingen
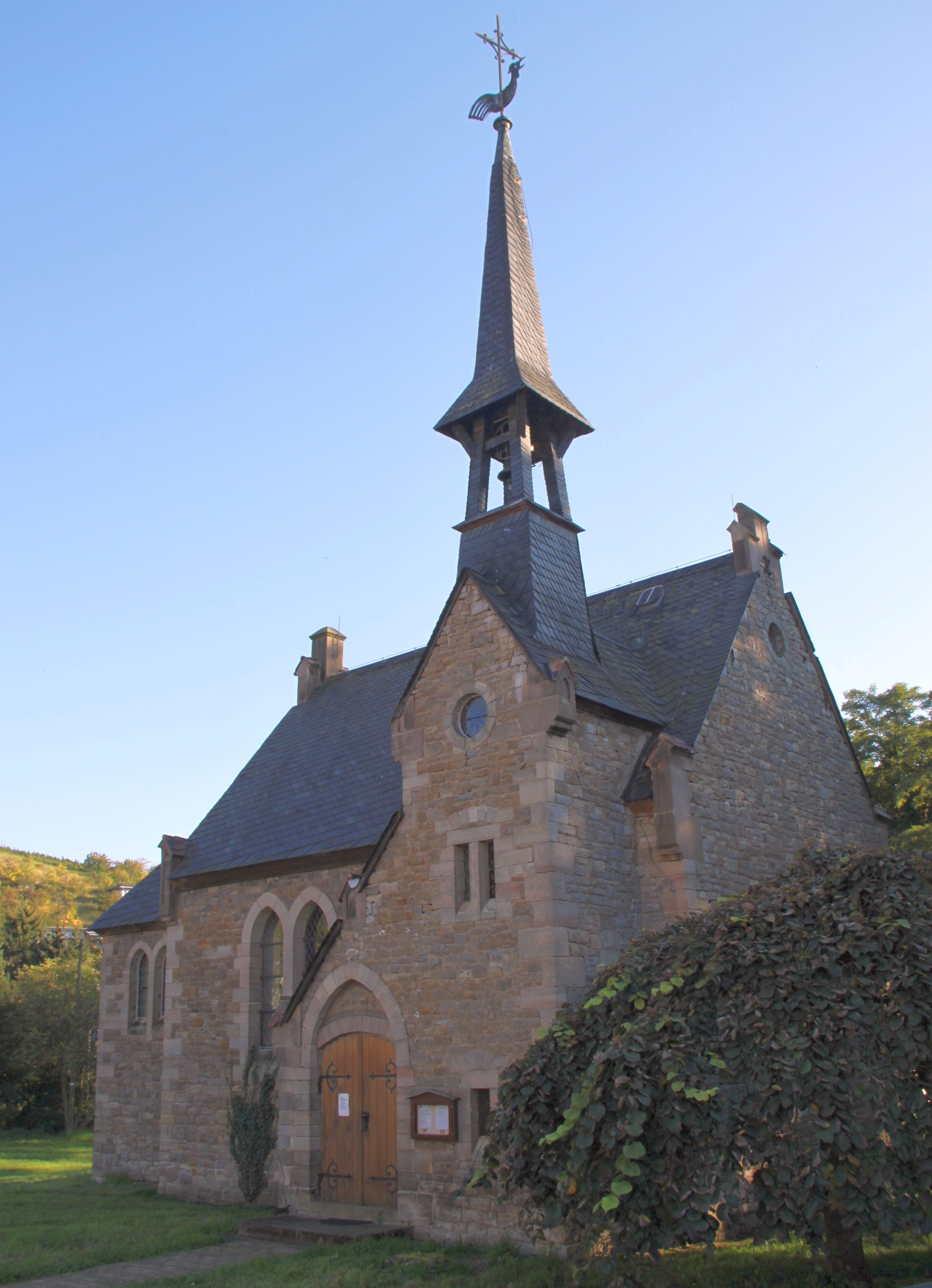
Rollsdorf
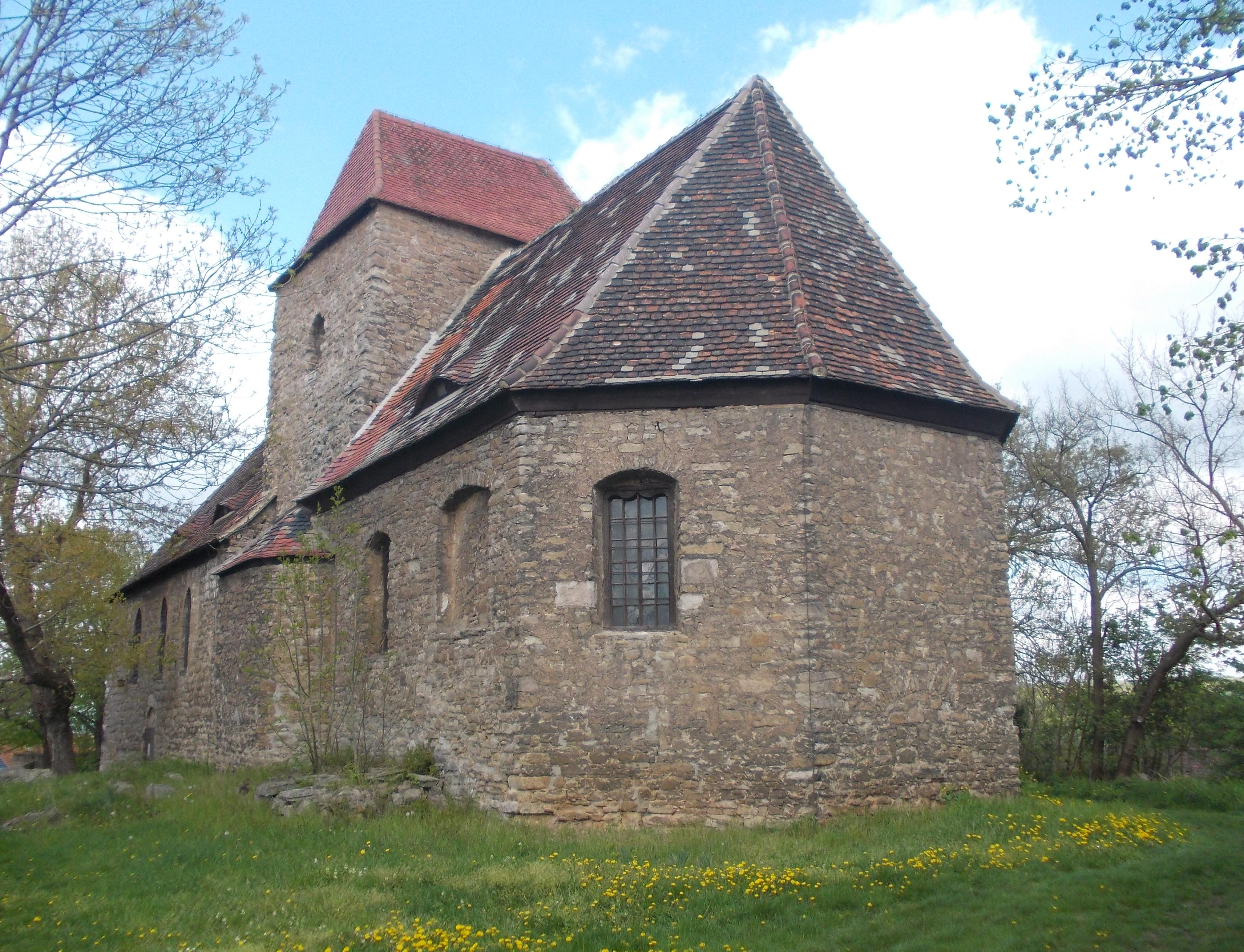
Seeburg
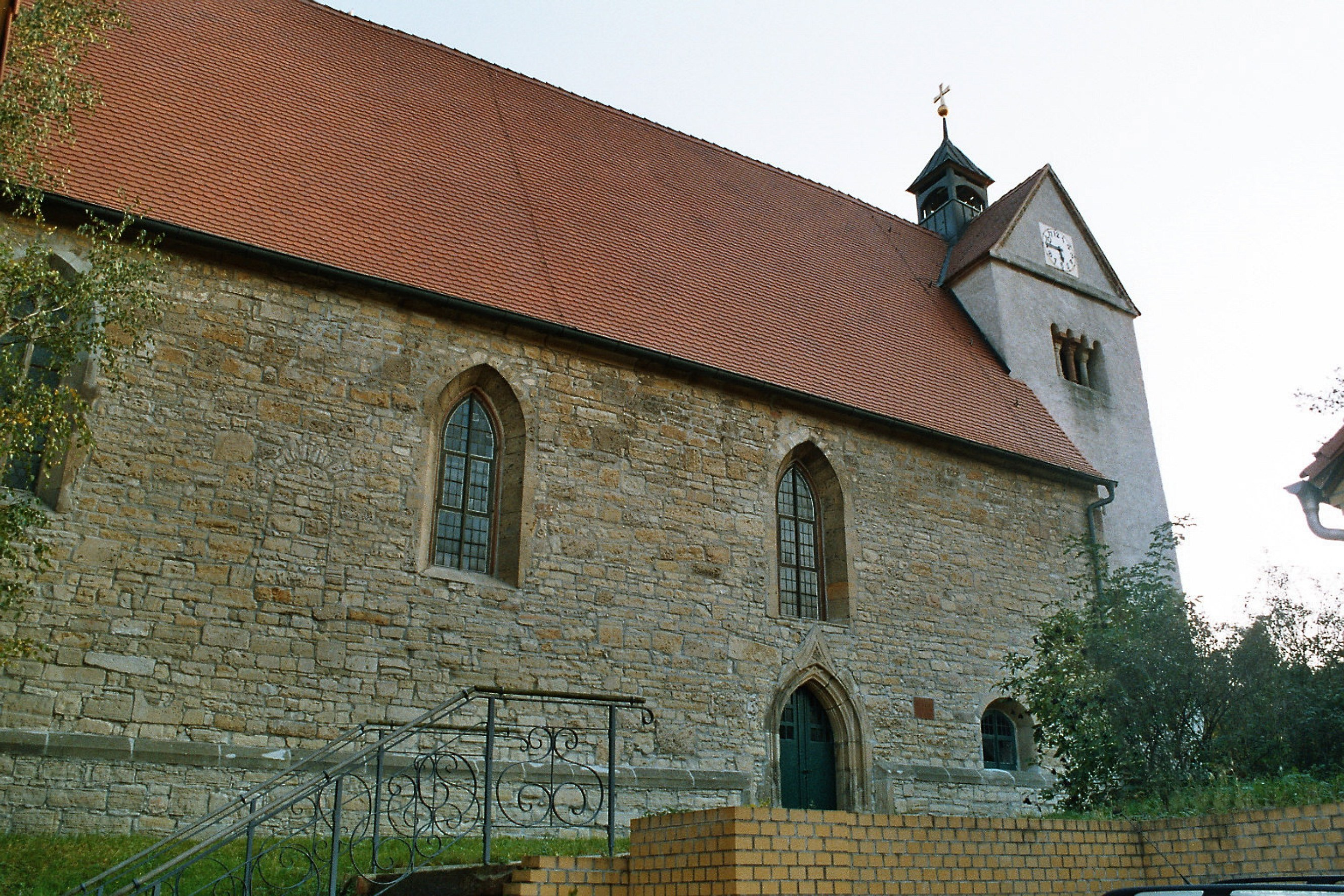
Stedten
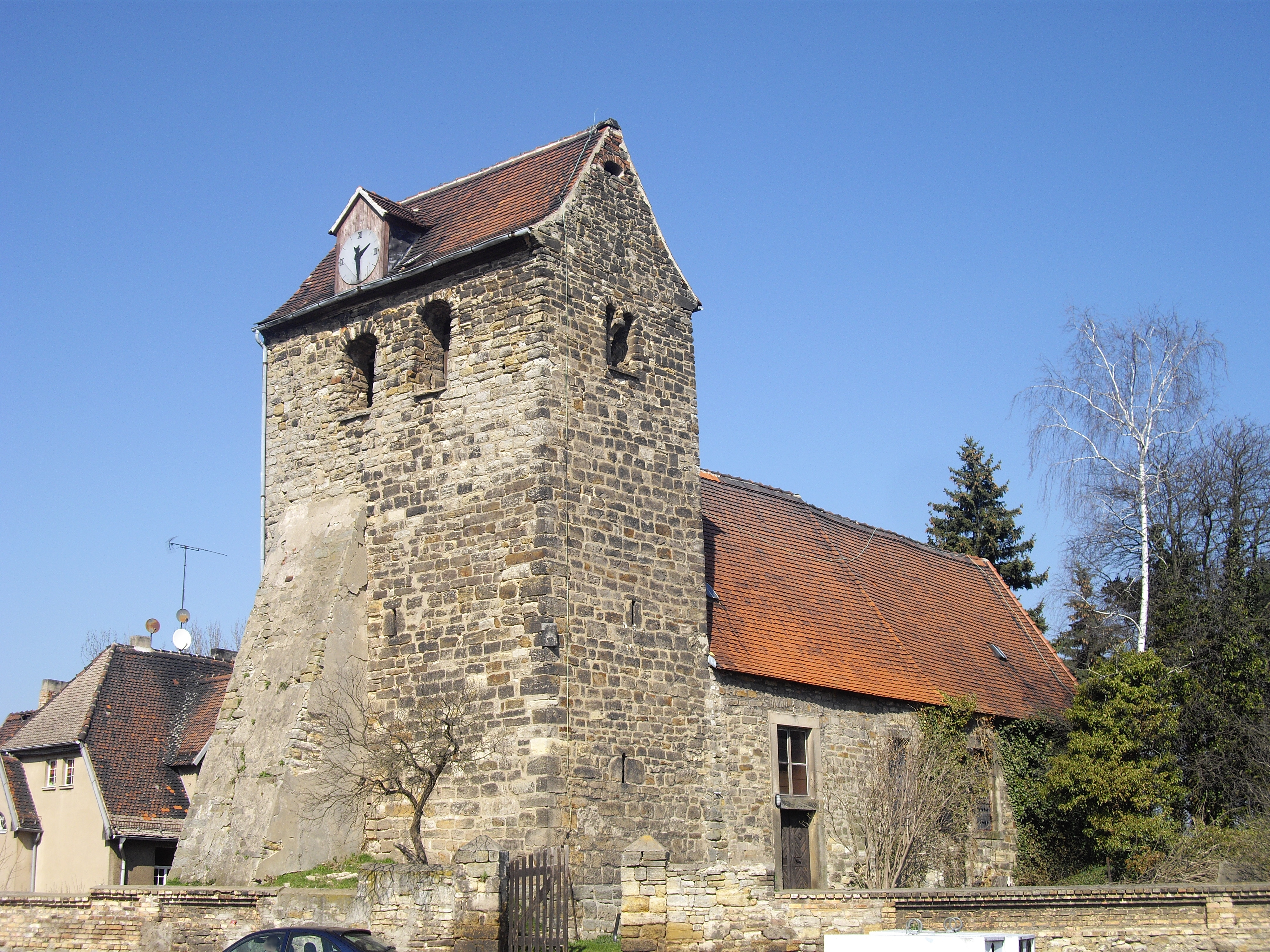
Volkmaritz
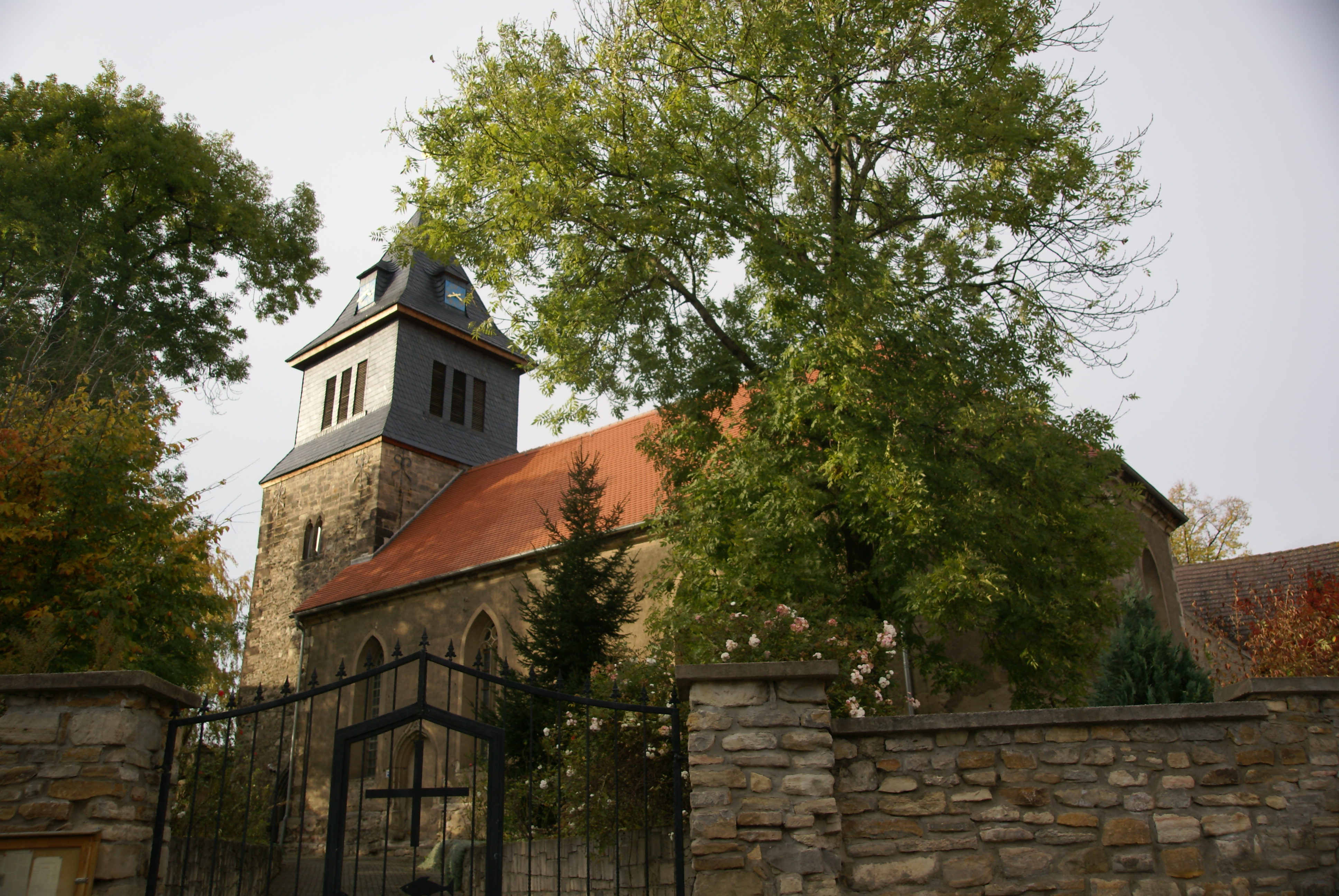
Wansleben
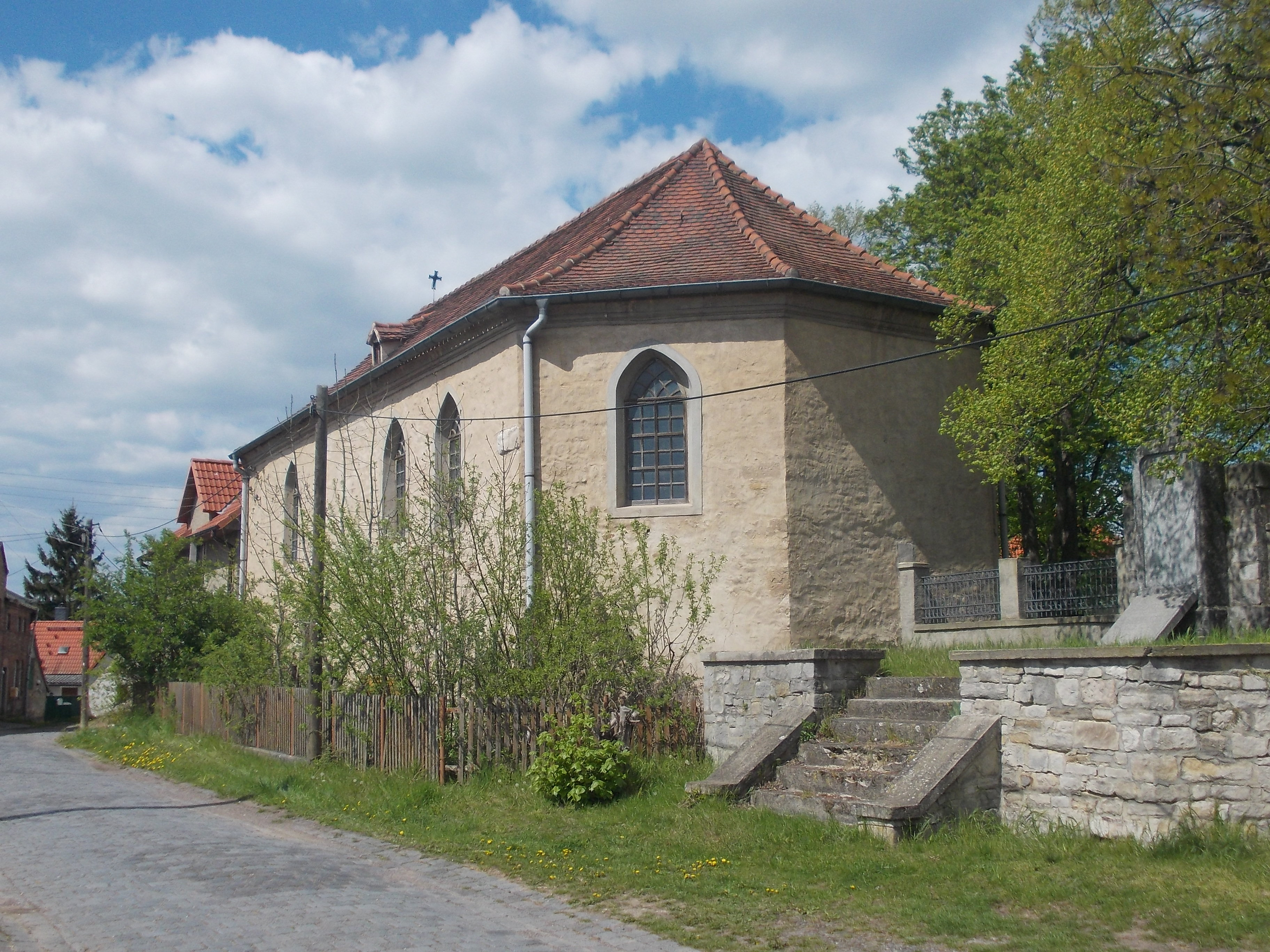
Wormsleben

## Népesség
A település népességének változása:
| Lakosok száma | 9065 | 8908 | 8857 | 8812 | 8763 |
|               | 2017 | 2019 | 2021 | 2022 | 2023 |

## Híres emberek
Karl Dietrich Hüllmann Erdebornban született 1765-ben, a Bonni Egyetemnek első rektora